# Blizard
Blizard (ブリザード) 是在1980年代進行音樂活動的日本重金屬搖滾樂團。

## 歷史
Blizard為Being音樂事務所旗下的樂團，於1984年在Warner Pioneer出道。由於是事務所集結年輕俊美的成員所推出的樂團，故被稱為"美型樂團"。BLIZARD的主吉他手兼作曲者松川敏也，因其外型而被稱為"日本版的Randy Rhoads"，松川也廣獲樂迷的喜愛，被暱稱為“Ran”。在將近10年活動之中雖然做了許多嘗試，但以美型樂團成軍一事到了中期左右卻變成了阻礙，也因為先前的美貌話題，導致鮮少獲得正面的評價，讓成員們陷入苦惱之中。結果在1987年移籍加入CBS・Sony，之後成員之一的下村成二郎在1989年退出樂團。雖然水野松也接任主唱之位，並在1990年發表了第7張專輯，但在1992年宣布停止活動，實際上已等同解散。
樂團解散之後，成員現今仍然各自進行自己的音樂活動，唯獨松川在1998年之後完全沒有公開活動。
他在1994年的時候，與X JAPAN吉他手PATA一起參與了X JAPAN知名吉他手hide的個人巡迴演唱會。另外，他也親手替ZARD寫了幾首歌。收錄為ZARD首張單曲《Good-bye My Loneliness》B面曲的《愛在黑暗中》是翻唱自BLIZARD的專輯《SHOW ME THE WAY》裡的《EMPTY DAYS》。這首歌的重新編曲版本收錄於2008年發售的單曲專輯《展開雙翼／愛在黑暗中》之中，成為了《名偵探柯南》電視動畫的主題曲。

## 成員
- 松川敏也 – (吉他)
- 村上孝之 – (吉他)
- 寺沢功一 – (貝斯)
- 村上宏之 – (鼓手)
- 水野松也 – (主唱, 1989–1992)
- 下村成二郎 – (主唱，1984–1989)

## 作品

### 專輯
- 1984年 Blizard Of Wizard
- 1984年 Kamikaze Killers
- 1985年 Hot Shot!
- 1986年 Hard Times
- 1987年 Blizard
- 1988年 Show Me The Way
- 1990年 Danger Life

### 精選專輯
- 2002年 Golden Best - Never Ending Days

### 單曲
- 1984年 Lady Reiko / Band On The Run
- 1986年 Statesboro Blues / Get The Free
- 1987年 Broken Lonliness / Dance
- 1988年 Show Me The Way / Money money

### 其他
- 1989年 Burning (松川敏也的個人專輯) - 稻葉浩志 (B'z)，唱的名義下“Mr.CRAZY TIGER”。

## 外部連結
- （页面存档备份，存于） （日語）
- （日語）